# Lê Thành Phương
Lê Thành Phương (chữ Hán: 黎成方，1825-1887) là một lãnh tụ phong trào Cần Vương ở Phú Yên hồi thế kỷ 19.

## Tiểu sử
Lê Thành Phương quê ở Tuy An. Năm 1885, ông cắt máu ăn thề cùng hơn ngàn binh sĩ, tổ chức ra đạo quân khởi nghĩa chống lại ách đô hộ của người Pháp.
Sau khi đánh bại và bắt được viên Tổng Binh tại Tuy Hòa, Thống soái Lê Thành Phương chia tỉnh làm 2 phân khu: Phân khu Bắc từ đèo Cù Mông đến đèo Tam Giang do ông chỉ huy và Phân Khu Nam từ đèo Tam Giang cho đến đèo Cả do Phó tướng Bùi Giảng chỉ huy.
Với khẩu hiệu "Bình Tây sát Tả" cộng với sự ủng hộ nhiệt tình của nhân dân, nghĩa quân nhanh chóng trưởng thành, liên tiếp hạ các đồn bốt của Pháp, triệt hạ bộ máy tay sai, làm chủ toàn bộ vùng nông thôn trong tỉnh. Lúc này địch chỉ còn nắm được các vị trí ở các huyện lỵ trung tâm.

### Nam tiến
Trong khoảng thời gian 1885-1886, nghĩa quân nhiều lần hành quân vào Nam, đánh hạ các thành lớn ở vùng này. Ngày 30 tháng 8 năm 1885, theo lệnh Lê Thành Phương, Phó soái Bùi Giảng đem 3000 quân tiến vào Khánh Hòa, Bình Thuận mở đường liên kết với phong trào Cần Vương ở Đàng Trong.
23 tháng 11 năm 1885, quân Bùi Giảng hạ thành Ninh Thuận, chiếm thành Phan Rí, Bình Thuận. Tuy nhiên sau đó Pháp phản công, nghĩa quân rút lui về Khánh Hòa, phối hợp với cánh quân tăng viện, tiến hành phản công và hạ được thành Diên Khánh.

### Thất bại
Nhận thấy sự lớn mạnh và nguy hiểm của nghĩa quân Lê Thành Phương, Pháp gấp rút tổ chức ra một đạo quân Nam Kỳ tinh nhuệ hòng đàn áp phong trào. Pháp huy động 1 lực lượng lớn 1500 quân với 500 lính chính quy (200 tên người Pháp và 300 còn lại là người bản xứ) do thiếu tá Chevrieux chỉ huy; còn lại là 1000 lính Nam Kỳ do Trần Bá Lộc chỉ huy.
Ngày 5 tháng 2 năm 1887, quân Pháp đổ bộ lên vịnh Xuân Đài. Với vũ khí vượt trội, Pháp nhanh chóng đánh chiếm được nhiều vùng lân cận, chọc thủng phòng tuyến của nghĩa quân tại Tân Thành, Xuân Đài và thành An Thổ. Đại Đồn Định Trung do Bùi Giảng chỉ huy cũng rơi vào tay địch. Quân Lê Thành phương chiến đấu anh dũng trong các trận phục kích tại đèo Quán cau, núi Một, đánh giáp lá ở Tuy Hòa song vẫn không cản nổi bước tiến của địch.
Ngày 8 tháng 2 năm 1887, Lê Thành Phương lọt vào tay quân Pháp. Ngày 20 tháng 2 năm 1887, quân Pháp xử chém ông tại bến đò Cây Dừa.